# Edaphosaurus
Edaphosaurus är ett släkte av förhistoriska reptiler som levde för omkring 303 till 272 miljoner år sedan, under slutet av karbon till tidig perm. Namnet Edaphosaurus betyder "markens ödla" och härstammar från grekiska edaphos / εδαφος ("jord, mark) och σαυρος / sauros (" ödla ").
Detta släkte är känt från upptäckter i Nordamerika. De beskrivs av den amerikanska paleontologen Edward Drinker Cope. På senare tid har andra fossil som tillskrivs Edaphosaurus påträffats i Tjeckien och Tyskland. Arterna hade ett litet huvud i jämförelse till bålen och på grund av tändernas konstruktion antas att släktets medlemmar var växtätare. Kroppslängden varierade mellan 100 och 325 centimeter.